# Days (HIGH and MIGHTY COLORの曲)
「Days」（デイズ）は、日本のバンドHIGH and MIGHTY COLORの4枚目のシングル。2005年8月17日発売。

## 解説
- 1stアルバム『G∞VER』からの先行シングルである。初回盤にはアーティスト写真がプリントされたステッカーが封入されている。
- メジャーデビュー後、初めてオリコン20位以内にランクインしなかった。
- TBS系音楽番組「COUNT DOWN TV」や、テレビ東京系音楽番組「月刊MelodiX!」に出演し表題曲を披露された。
- 今作で初めて表題曲のインストゥルメンタルバージョンが収録されていない。

## 収録曲
| 全作詞・作曲・編曲: HIGH and MIGHTY COLOR。 |           |                       |                       |      |
| #                                           | タイトル  | 作詞                  | 作曲・編曲            | 時間 |
| 1.                                          | 「Days」  | HIGH and MIGHTY COLOR | HIGH and MIGHTY COLOR | 4:03 |
| 2.                                          | 「Seek」  | HIGH and MIGHTY COLOR | HIGH and MIGHTY COLOR | 4:22 |
| 合計時間:                                   | 合計時間: | 8:25                  |                       |      |

### 楽曲解説
1. Days
TBS系『ランク王国』オープニングテーマ。
作詞は、マーキーが担当し、メロディ作りはユウスケが担当し、2月ぐらいにはレコーディングされていた。
ハイカラ初のミディアムテンポの楽曲であり、レコーディングの際に初めて7弦ギターを使用せず、6弦ギターでレコーディングされた。
PVでは、ドラマ仕様になっており、ユウスケが初の演技をしている。
この曲のプロモーションビデオは2つの作品がある（「VIDEO G∞VER」に収録）。ちなみに、PVはメンバーの地元、沖縄県で撮影されている。
また、ユウスケはこれ以降、恥ずかしいので一人で演技するのは嫌だと語っている。
2. Seek
作詞は、マーキーが担当した。
発売の1年前ぐらいには、レコーディングされていた。

## 収録アルバム
- G∞VER (#1)
- 10 COLOR SINGLES (#1)